# Yunnanodon
Yunnanodon is een geslacht van zoogdierachtige reptielen of basale Therapsida dat in vergelijking met verwanten later leefde en dateert uit jongere lagen dan de meeste therapsiden. Hij leefde in China aan het begin van het Jura en was zo'n dertig tot vijftig centimeter lang. 
Het geslacht werd in 1976 door Cui Guihai benoemd als Yunnania maar in 1986 door Cui hernoemd tot Yannanodon omdat de eerdere naam al bezet was. De naam betekent 'tand uit Yunnan'. De typesoort is Yunnania brevirostris. De soortaanduiding betekent 'met de korte snuit'. In 1986 werd daar een Yunnanodon brevirostre van gemaakt van de onjuiste veronderstelling uit dat odoon onzijdig was. In feite is het woord mannelijk en is de verplichte combinatio nova daarmee Yunnanodon brevirostris.
Het holotype IVPP V 5071 is bij Tawa gevonden in een laag van de Lufengformatie die dateert uit het Sinemurien. Het bestaat uit een schedel.
Yunnanodon leefde samen met vroege zoogdiertjes als Hadrocodium en Morganucodon, dinosauriërs als Dilophosaurus, Lukousaurus, Tatisaurus, Bienosaurus, Lufengosaurus, Yunnanosaurus, "Kunmingosaurus", andere basale therapsiden als zijn verwant Bienotherium en de primitieve krokodillen Dibothrosuchus en Phyllodontosuchus.